# 보후슬렌

보후슬렌의 문장

보후슬렌의 위치

보후슬렌(스웨덴어: Bohuslän)은 스웨덴 남부 예탈란드 지역을 구성하는 지방 가운데 하나로 면적은 4,400km2, 인구는 287,223명(2009년 기준)이다. 북동쪽으로는 달슬란드 지방, 남동쪽으로는 베스테르예틀란드 지방, 서쪽으로는 북해 스카게라크 해협과 접하며 북쪽으로는 노르웨이와 국경을 접한다. 스웨덴 서부 연안에 위치하며 베스트라예탈란드주가 이 지방에 속한다. 지방을 상징하는 꽃은 붉은인동, 동물은 잔점박이물범이다.

## 같이 보기
- 스웨덴의 역사